# Eoscutella
Eoscutella is een uitgestorven geslacht van zee-egels uit de klasse van de Echinoidea (Zee-egels). Exemplaren van dit geslacht zijn slechts als fossiel bekend.

## Soort
- Eoscutella (Tigilella) kamtschatica Shmidt, 1975 †